# Ellesse
Ellesse è un marchio italiano di abbigliamento sportivo di proprietà del gruppo britannico Pentland Group. Dal 1959 al 1993, è stata un'importante azienda produttrice di indumenti per lo sport con sede a Ellera-Chiugiana, frazione di Corciano, in provincia di Perugia, nota a livello internazionale.

## Storia

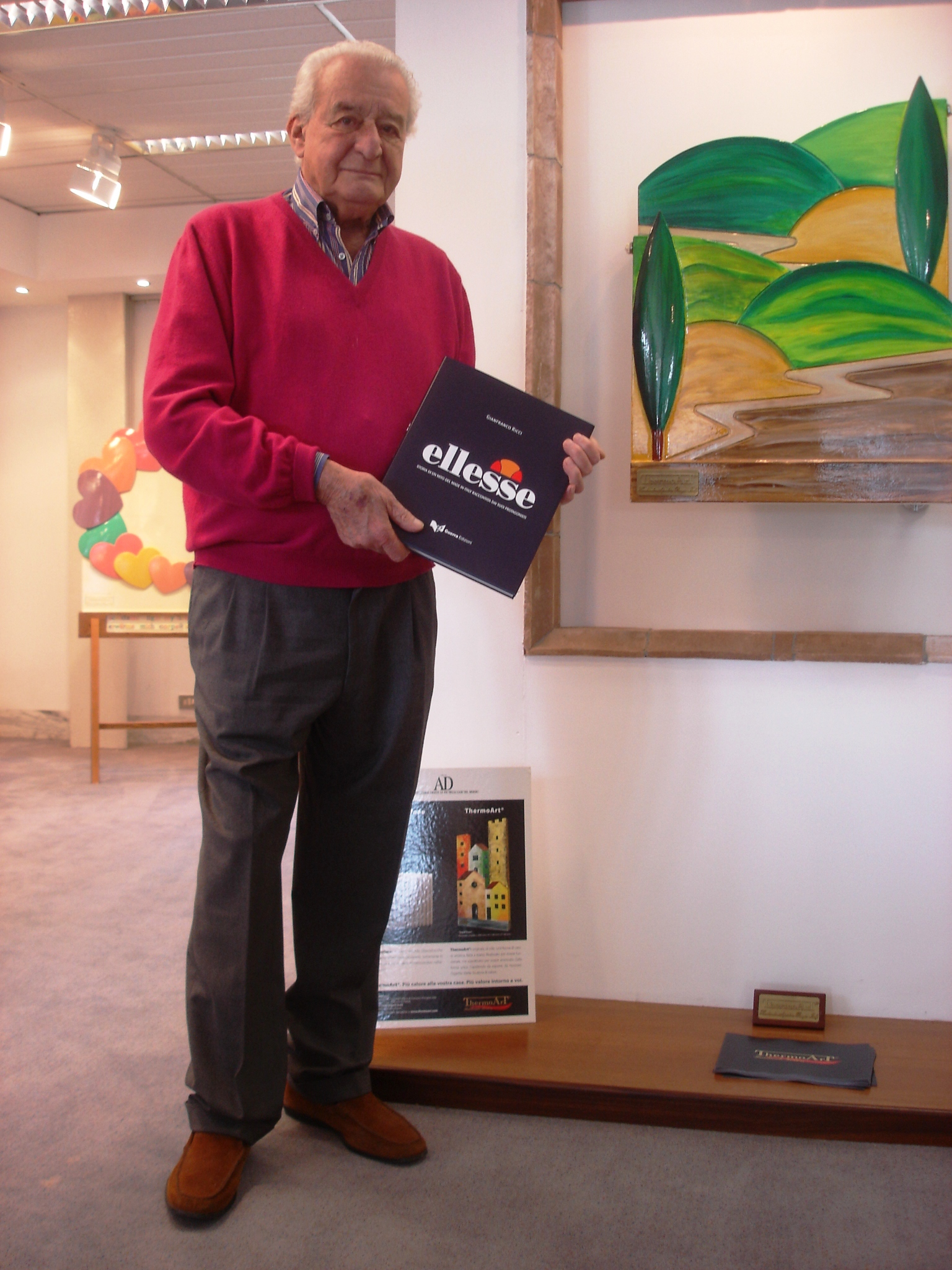
Leonardo Servadio

L'azienda venne fondata a Perugia il 7 luglio 1959 sotto la denominazione SE.GI, su iniziativa di Leonardo Servadio, che aprì un laboratorio artigianale nel quartiere Pallotta, dove venivano realizzati pantaloni. Il laboratorio di Servadio inizialmente impiegava un solo addetto, e poco tempo dopo ne impiegava sei. Nel 1960, entrò come socio Franco D'Attoma, imprenditore pugliese che diversi anni più tardi diverrà presidente del Perugia Calcio, cognato di Servadio, il quale gli aveva ceduto gratuitamente alcune quote sociali. D'Attoma fu incaricato di occuparsi di amministrazione e di rapporti con il personale.
SE.GI continuò a crescere sia in termini di produzione che di personale, tanto da raggiungere nella seconda metà degli anni sessanta un organico di 209 dipendenti. Nel 1966, furono acquistati 4 ha di terreno a Ellera di Corciano, dove fu costruito un nuovo capannone e vi furono trasferiti sede amministrativa e attività produttiva dell'azienda, che contestualmente assunse la ragione sociale Ellesse S.p.A., il cui nome derivava dalle iniziali del suo fondatore e titolare. L'azienda perugina si specializzò nella produzione di abbigliamento sportivo, in particolare dei pantaloni da sci, dal 1967 vennero marchiati con un logo plastificato che raffigurava il pinguino. Due anni più tardi, nel 1969, Ellesse sponsorizzò la Nazionale italiana di sci alpino che con Gustav Thöni vinse la Coppa del Mondo di slalom gigante. Grazie a questa sponsorizzazione, il marchio dell'azienda di Servadio acquisì notorietà internazionale e di avere un mercato all'estero.
Nel 1971, Ellesse inventò il pantalone allacciato fuori dallo scarpone, con ginocchiere protettive e snodi elastici in vita, una creazione che contribuì al successo dell'impresa. Quattro anni più tardi, nel 1975, viene modificato il logo dell'azienda umbra, che da allora raffigurava la mezza palla da basket rosso-arancio, e la medesima fece il suo ingresso nel tennis. Il primo tennista sponsorizzato da Ellesse fu l'italiano Corrado Barazzutti, che nel 1976 vinse la Coppa Davis. A quella di Barazzutti, fecero seguito altre importanti sponsorizzazioni nel tennis, della statunitense Chris Evert e dell'argentino Guillermo Vilas nel 1980, del tedesco Boris Becker nel 1983, delle britanniche Jo Durie e Virginia Wade. La Ellesse sponsorizzò anche molti tornei internazionali, soprattutto femminili, come l'Ellesse Women's Circuit realizzato alla fine degli anni settanta dall'avvocato-tennista italiano Dino Papale, fondatore e general manager della WTA in collaborazione con la Federazione Internazionale Tennis e con la Federazione Europea di Tennis, che fu il primo circuito europeo che prevedeva una serie di tornei europei con montepremi in denaro ed un Master finale per le tenniste professioniste.

La tennista Chris Evert, storica testimonial Ellesse.

Negli anni ottanta, Ellesse si espanse ulteriormente con l'apertura di altri stabilimenti di produzione e filiali commerciali all'estero. Entrò nel business delle scarpe nel 1981, e proseguì con l'attività di sponsorizzazione delle nazionali di sci alpino, che oltre quella dell'Italia, vi furono anche quelle del Belgio, del Canada, del Lussemburgo, della Bulgaria, della Germania Ovest, della Norvegia, della Svizzera, dei Paesi Bassi e dell'Unione Sovietica. L'azienda umbra, che nel periodo 1981-83 registrò un considerevole aumento del proprio fatturato da 75 a 139 miliardi di lire, successivamente entrò in crisi. Per risanare la situazione, nel 1987 cedette alla Reebok le sue attività negli Stati Uniti, e nel 1990 cedette i diritti del proprio marchio in Giappone alla Goldwin per l'abbigliamento e alla Toyo & Tire per le calzature.
Nel 1993, il 90% delle quote della Ellesse furono acquistate dalla holding britannica Pentland Group, e a seguito di ciò la  società fu sciolta, e ne venne costituita una nuova, la Ellesse International S.p.A., che subentrò nella gestione dell'attività industriale e commerciale di quella precedente, e di cui Servadio, azionista di minoranza fu presidente. Pentland, distributore del marchio in Gran Bretagna dal 1981, quattro anni più tardi, nel 1997, acquistò il marchio Ellesse per il Nord America, in precedenza ceduto alla Reebok.

## Informazioni e dati
Ellesse è dal 1994 un marchio di abbigliamento sportivo di proprietà della holding britannica Pentland Group.
Dal 1959 al 1993, è stato il marchio dell'omonima azienda con sede e stabilimento di produzione a Ellera di Corciano, che al 1984 impiegava 1.300 dipendenti in tutto il mondo. Oltre che ad Ellera, contava altri stabilimenti produttivi in Francia e Spagna. Il marchio era presente in tutto il mondo attraverso accordi con i licenziatari in Asia e nelle Americhe. Attualmente lo stabilimento di Ellera di Corciano a Perugia è chiuso, di tutti gli edifici costruiti è rimasto solo l'edificio a sezione circolare fatto a vetri.

## Testimonial
- Giocatori di tennis: Johanna Konta, Tommy Haas, Chris Evert, Guillermo Vilas, Boris Becker, Mats Wilander, Arantxa Sánchez, Anna Kurnikova, Feliciano López
- Sciatori: Marc Girardelli, Alberto Tomba, Jean-Luc Crétier
- Piloti di Formula 1: Alain Prost
- Boxer: Muhammad Ali, Natas Kaupas, Maurice Cheeks
- Attori: Brigitte Nielsen, Roger Moore

Ellesse è stata presente anche nelle sponsorizzazioni del calcio e ha realizzato i kit per i New York Cosmos negli anni ottanta.